# Polina Andrejewna Kaplina
Polina Andrejewna Kaplina (russisch Полина Андреевна Каплина, wiss. Transliteration Polina Andreevna Kaplina; * 16. August 1999 in Irkutsk, Russland) ist eine russische Handballspielerin, die für den russischen Erstligisten PGK ZSKA Moskau aufläuft.

## Karriere

### Im Verein
Kaplina wurde in Irkutsk geboren und lebte anschließend in Orenburg. Im Alter von zehn Jahren zog sie mit ihrer Familie nach Beloretschensk. Mit 13 Jahren begann sie das Handballspielen. Da in ihrer Mannschaft die Torhüterposition vakant war, sie keine Angst vorm Ball zeigte und verhältnismäßig groß war, wurde sie von ihrem damaligen Trainer ins Tor gestellt. Eine kurze Zeit später besuchte Kaplina die Kinder- und Jugendsportschule in Krasnodar.
Nachdem Kaplina für die 2. Damenmannschaft von GK Kuban Krasnodar gespielt hatte, rückte sie in der Saison 2017/18 in den Kader der ersten Mannschaft. Dort war Kaplina anfangs zweite Torhüterin hinter Wiktorija Kalinina. Nachdem Kalinina in die Babypause gegangen war, wurde Kaplina erste Torhüterin. Im Jahr 2019 wechselte sie zum neugegründeten Erstligisten PGK ZSKA Moskau. Im Sommer 2020 wurde sie an den Ligakonkurrenten Swesda Swenigorod ausgeliehen. Nachdem im Oktober 2020 mit Chana Masson und Anna Sedoikina zwei Torhüterinnen verletzungsbedingt ausgefallen waren, kehrte Kaplina wieder in den Kader von ZSKA zurück. Bis zu diesem Zeitpunkt absolvierte sie acht Partien für Swenigorod, in denen sie 43 von 120 Würfen parieren konnte. Mit ZSKA gewann sie 2021, 2023, 2024 und 2025 die russische Meisterschaft sowie 2022, 2023 und 2024 den russischen Pokal.

### In der Nationalmannschaft
Kaplina belegte mit der russischen Juniorinnennationalmannschaft den vierten Platz bei der U-20-Weltmeisterschaft 2018. Am Turnierende wurde sie in das All-Star-Team gewählt. Mittlerweile gehört sie dem Kader der russischen Nationalmannschaft an.